# Synapsis tmolus
Synapsis tmolus är en skalbaggsart som beskrevs av Fischer von Waldheim 1821. Synapsis tmolus ingår i släktet Synapsis och familjen bladhorningar. Inga underarter finns listade i Catalogue of Life.